# Liste der Monuments historiques in Saussy
Die Liste der Monuments historiques in Saussy führt die Monuments historiques in der französischen Gemeinde Saussy auf.

## Liste der Immobilien
| Bezeichnung             | Beschreibung | Standort                 | Kennzeichnung | Schutzstatus   | Datum     | Bild           |
| ----------------------- | --- | ------------------------ | ------------- | -------------- | --------- | -------------- |
| Wasserversorgungssystem | Wasserturm, ehemals mit Windrad, Quellfassung, Wasserspeicher, Waschhaus mit Tränke etc., 19. Jahrhundert; teilweise zu Vernot | Chemin de la Tour (Lage) | PA21000105    | Inscrit Classé | 2021 2024 | weitere Bilder |